# Karfreitagsbeben 1964

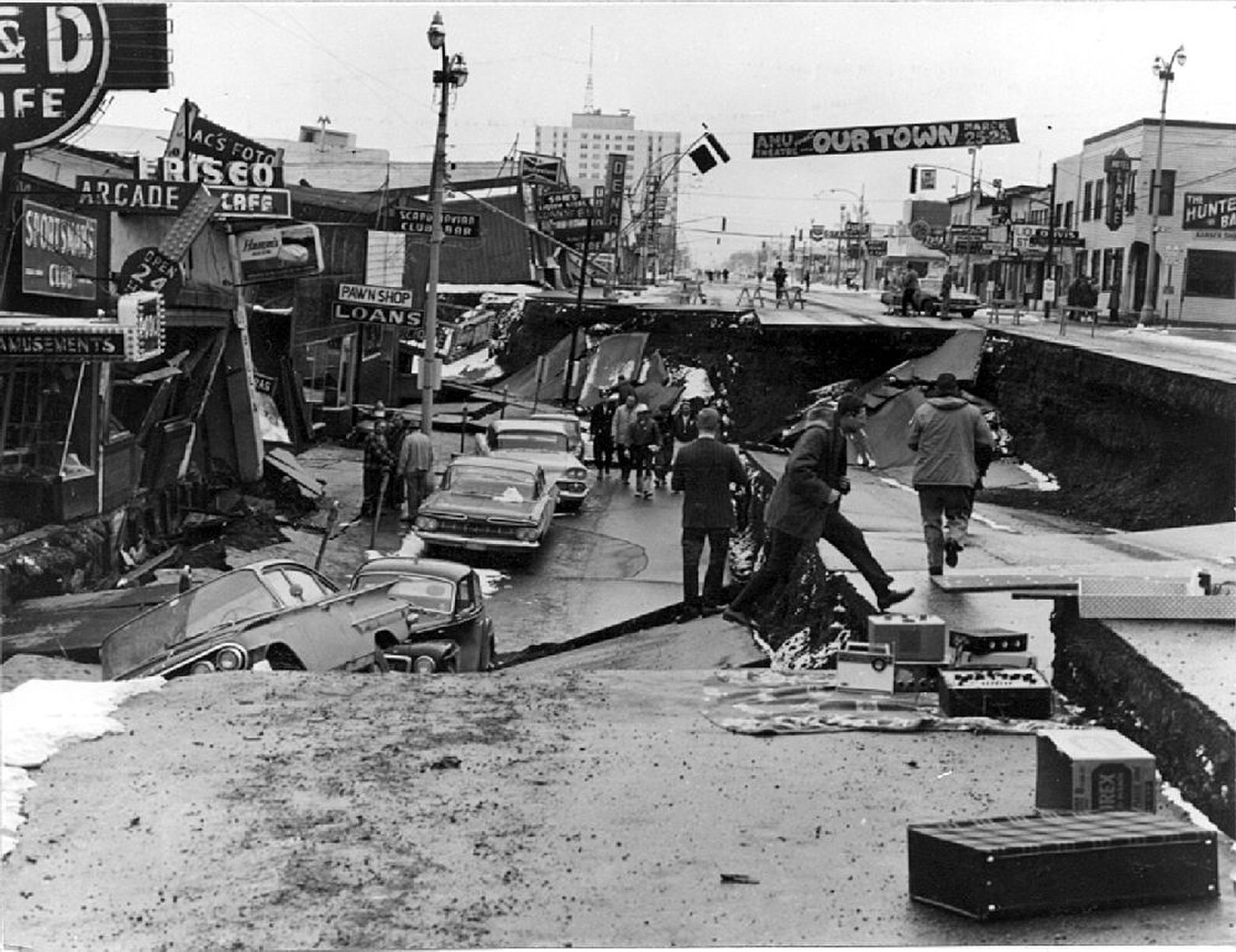
Die Fourth Avenue in Anchorage

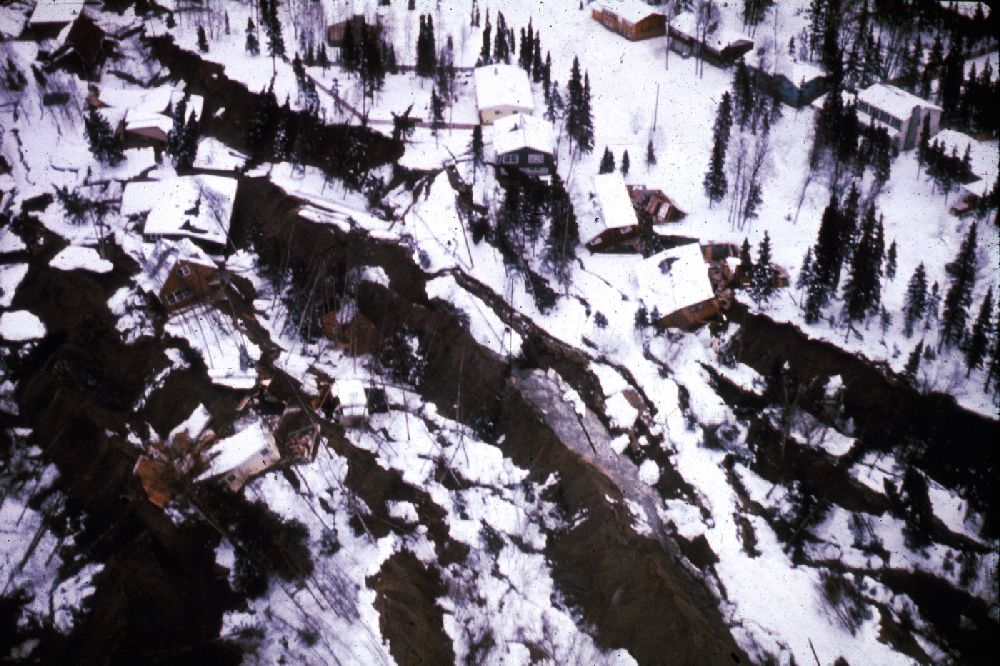
Erdrutsch-Schäden in den Turnagain Heights

Das Karfreitagsbeben, auch Großes Alaska-Beben genannt, war das bisher stärkste einzelne Erdbeben in der Geschichte der USA. Nach dem Erdbeben von Valdivia 1960 ist es das Megathrust-Erdbeben mit der zweithöchsten Magnitude seit Beginn der ab etwa 1950 durchgeführten regelmäßigen Aufzeichnung von Erdbeben.
Es ereignete sich am 27. März 1964 um 17:36 Uhr Ortszeit (28. März, 03:36 Uhr UTC) und hatte eine Momenten-Magnitude von 9,2 MW. Das Epizentrum lag im Prinz-William-Sund im südlichen Zentral-Alaska. Die meisten Sachschäden gab es in Anchorage, 120 Kilometer nordwestlich des Epizentrums.
Durch das Beben kamen 131 Menschen ums Leben, fast alle durch Tsunamis, die die Fjorde des Prinz-William-Sund und der Kenai-Halbinsel heimsuchten und eine maximale Höhe von etwa 67 Metern erreichten. Opfer wurden auch aus Kalifornien und Oregon gemeldet. Das Beben dauerte in Anchorage beinahe drei Minuten. Die größten Zerstörungen in der Stadt wurden durch Erdrutsche und massive Landverschiebungen verursacht. Beinahe jedes Haus in der Nähe der Turnagain Heights wurde durch das Beben zerstört.
In dem Roman Der Geruch von Häusern anderer Leute der US-Amerikanerin Bonnie-Sue Hitchcock von 2016 spielt das Beben eine wesentliche Rolle, insofern es für einige der jugendlichen Protagonisten, wegen des Seetods ihres Vaters, eine lebensentscheidende Rolle spielt.